# Dasyhelea baculata
Dasyhelea baculata är en tvåvingeart som beskrevs av Remm 1967. Dasyhelea baculata ingår i släktet Dasyhelea och familjen svidknott. Inga underarter finns listade i Catalogue of Life.